# Trophée L'équipe
Le Trophée l'équipe est une compétition de pétanque, organisée depuis 2017 par le journal français L'Équipe.

## Format
Chaque année, la compétition se déroule entre 8 équipes nationales masculines, ainsi que 8 équipes féminines d'autre part. Six titres sont mis en jeu : triplette homme et triplette femme, doublette homme et doublette femme, individuel homme et individuel femme, meilleur nation homme et meilleur nation femme, meilleur coach homme et meilleur coach femme, meilleur joueur et meilleure joueuse.

## Palmarès
| Année | Triplette Homme | Triplette Femme | Doublette Homme | Doublette Femme            | Individuel Homme           | Individuel Femme | Meilleur nation Homme | Meilleur nation Femme | Meilleur coach Homme | Meilleur coach Femme  | Meilleur joueur | Meilleure joueuse |
| ----- | --------------- | --------------- | --------------- | -------------------------- | -------------------------- | ---------------- | --------------------- | --------------------- | -------------------- | --------------------- | --------------- | ----------------- |
| 2017  | Thaïlande       | Thaïlande       | Thaïlande       | France                     | Italie                     | Thaïlande        |                       |                       |                      |                       |                 |                   |
| 2018  | Madagascar      | Cambodge        | Thaïlande       | Cambodge                   | Thaïlande                  | Cambodge         |                       |                       |                      |                       |                 |                   |
| 2019  | Italie          | Thaïlande       | Italie          | Equipe invitée (Wild Card) | Equipe invitée (Wild Card) | Cambodge         | Italie                | Thaïlande             | Riccardo Capaccioni  | Mario Bascompte Samso | Diego Rizzi     | Sreya Un          |
| 2021  |                 |                 |                 |                            |                            |                  |                       |                       |                      |                       |                 |                   |

## Équipes Participantes
| Année | Équipes participantes                                                 | Équipes participantes                                                 |
| ----- | --------------------------------------------------------------------- | --------------------------------------------------------------------- |
| Année | Femmes                                                                | Hommes                                                                |
| 2019  | France Tunisie Thaïlande Wild Card                                    | France Tunisie Thaïlande Wild Card                                    |
| 2019  | Suède Espagne Danemark Cambodge                                       | Italie Maroc Sénégal                                                  |
| 2018  | Italie France Tunisie Thaïlande Danemark Cambodge Madagascar Legendes | Italie France Tunisie Thaïlande Danemark Cambodge Madagascar Legendes |
| 2017  | France Thaïlande Madagascar                                           | France Thaïlande Madagascar                                           |
| 2017  | Tunisie Espagne Danemark Madagascar                                   | Italie Bénin                                                          |

## Liste de Athletes

### 2019
| Equipe    | Coach                                  | Liste des joueurs                                                    | Liste des joueurs                                      |
| Equipe    | Coach                                  | Femme                                                                | Homme                                                  |
| --------- | -------------------------------------- | -------------------------------------------------------------------- | ------------------------------------------------------ |
| France    |                                        | SANDRINE Herlem BANDIERA Audrey MAILLARD Anna                        | BONETTO Mickael SUCHAUD Philippe MONTORRO Ludovic      |
| Thailande | Ruejumon Vichadist Prarop Thongprathed | THAMAKORD Thongsri Phantipha Wongchuvej Nantawan Fuengsanit          | SRIBOONPENG Sarawut SANGKAEW Thanakorn                 |
| Tunisie   |                                        | BEJI Mouna BELLI Asma AHLEM Hj                                       | HAMMAMI Majdi BENBRAHIM Sofien NAOUECH Ali             |
| Wild Card |                                        | DARODES Charlotte PEYROT Cindy FERNANDEZ Emilie                      | LE BOURSICAUD Bruno FOYOT Marco-Jean FAZZINO Christian |
| Espange   | Mario Bascompte Sanso                  | PASCUAL PASCUAL Carolina LOPEZ SANCHEZ Jenifer BLAZQUEZ RUIZ Aurelia | -                                                      |
| Danemark  | Pascal Verbregue                       | JUNGE Katrine CARLSSON Mia GROMADA Tanja                             | -                                                      |
| Suede     |                                        | BROBERG Theresa BOSTROM Mathilda GEFFENBLAD Noon                     | -                                                      |
| Cambodge  |                                        | OUK Sreymom LENG Ke SORAKHIM Sreng                                   | -                                                      |
| Italie    | Riccardo Capaccioni                    | -                                                                    | RIZZI Diego COCCIOLO Alessio COMETTO Florian           |
| Maroc     | Hafid Alaoui                           | -                                                                    | EL MANKARI Abdessamad BOUCHGOUR Hodayfa AJOUD Mohamed  |
| Senegal   | Birane Toure                           | -                                                                    | DIENG Babacar SAMOURA Babacar N'DIAYE Francois         |
| Belgique  | Gustave Moens                          | -                                                                    | WEIBEL Claudy LOZANO Andre MARCHANDISE Joel            |

### 2018
| Equipe     | Coach                                  | Liste des joueurs                                             | Liste des joueurs                                                    |
| Equipe     | Coach                                  | Femme                                                         | Homme                                                                |
| ---------- | -------------------------------------- | ------------------------------------------------------------- | -------------------------------------------------------------------- |
| France     |                                        | DARODES Charlotte MAILLARD Anna COLOMBET Angelique            | ROCHER Dylan SUCHAUD Philippe PUCCINELLI Jean-Michel                 |
| Thailande  | Ruejumon Vichadist Prarop Thongprathed | THAMAKORD Thongsri WONGCHUVEJ Phantipha FUENGSANIT Nantawan   | SRIBOONPENG Sarawut SANGKAEW Thanakorn                               |
| Tunisie    | Fethi Ouechtati                        | BEJI Mouna BELLI Asma SASSI Ahlem                             | BENBRAHIM Sofien BOUGRIBA Khaled HAMMAMI Majdi                       |
| Madagascar | Mamy Robinson Randrianarison           | AUBRIOT Fanja RANDRIANARIZALY Veronique RAHARINIRINA Danielle | Hariliva Zonandrianina Radiotiana Rahaobelina Allain Samson Mandimby |
| Cambodge   |                                        | OUK Sreymom LENG Ke SORAKHIM Sreng                            | Chan Mean Sok Nhem Bora Chandrarith Ya                               |
| Danemark   |                                        | JUNGE Katrine SVENSSON Camilla CHRISTENSEN Line Hjort         | JUNGE Morten ERLANDSEN Anders SAXILD -HANSEN Hansen                  |
| Italie     |                                        | RATTENI Jessica ROMEO Vanessa GRECO Rosina                    | COCCIOLO Alessio RIZZI Diego GEFFREDO Donato                         |
| Legendes   |                                        | VIREBAYRE Marie-Christine SCHOPP Florence KOUDRI Ranya        | QUINTAIS Philippe FOYOT Marco FAZZINO Christian                      |

### 2017
| Equipe     | Coach                 | Liste des joueurs                                           | Liste des joueurs                                                                                         |
| Equipe     | Coach                 | Femme                                                       | Homme |
| ---------- | --------------------- | ----------------------------------------------------------- | --- |
| France     |                       | Cindy Peyrot Audrey Bandiera Angélique Colombet             | France 1: Philippe Quintais Philippe Suchaud Henri Lacroix France 2 Dylan Rocher Damien Hureau Michel Loy |
| Thailande  | Ruejumon Vichadist    | THAMAKORD Thongsri WONGCHUVEJ Phantipha FUENGSANIT Nantawan | PHUSA-AD Taluengkiat SANGKAEW Thanakorn SRIBOONPENG Sarawut                                               |
| Tunisie    |                       | BEJI Mouna BELLI Asma BEN ABDESSELEM Nadia Ben              | - |
| Madagascar |                       | AUBRIOT Fanja                                               | Christian Andrianiaina Mahefa Randianarison                                                               |
| Espange    | Mario Bascompte Sanso | Ines Rosario Judit Renau Alvarez Melani Homar Mayol         | - |
| Danemark   | Pascal Verbregue      | GROMADA Tanja OLSEN Katrine SVENSSON Belinda Stine          | - |
| Italie     |                       | Diego Rizzi                                                 | |
| Benin      |                       |                                                             | |

## Resultat complet
| Femelle  | Femelle | Femelle                  | Femelle    | Femelle    | Femelle | Femelle                                    | Femelle | Femelle | Femelle | Femelle                                                               | Femelle | Femelle    |
| Éditions | Année   | Individuel               | Individuel | Individuel |         | Double                                     | Double  | Double  |         | Triple                                                                | Triple  | Triple     |
| -------- | ------- | ------------------------ | ---------- | ---------- | ------- | ------------------------------------------ | ------- | ------- | ------- | --------------------------------------------------------------------- | ------- | ---------- |
| Éditions | Année   | GOLD                     | SILVER     | BRONZE     | GOLD    | SILVER                                     | BRONZE  | GOLD    | SILVER  | BRONZE                                                                |         |            |
| 3rd      | 2019    | CAM                      | TUN        | WILD-C THA |         | WILD-C                                     | THA     | FRA CAM |         | THA                                                                   | ESP     | WILD-C CAM |
| 2nd      | 2018    | CAM                      | LEGEND     | DEN THA    |         | CAM                                        | TUN     | THA ITA |         | CAM                                                                   | FRA     | THA TUN    |
| 1st      | 2017    | THA WONGCHUVEJ Phantipha | TUN        | FRA ESP    |         | FRA - COLOMBET Angelique - BANDIERA Audrey | TUN     | THA MAD |         | THA - WONGCHUVEJ Phantipha - FUENGSANIT Nantawan - THAMAKORD Thongsri | TUN     | FRA ESP    |

| Masculine | Masculine | Masculine  | Masculine  | Masculine  | Masculine | Masculine | Masculine | Masculine   | Masculine | Masculine | Masculine | Masculine |
| Éditions  | Année     | Individuel | Individuel | Individuel |           | Double    | Double    | Double      |           | Triple    | Triple    | Triple    |
| --------- | --------- | ---------- | ---------- | ---------- | --------- | --------- | --------- | ----------- | --------- | --------- | --------- | --------- |
| Éditions  | Année     | GOLD       | SILVER     | BRONZE     | GOLD      | SILVER    | BRONZE    | GOLD        | SILVER    | BRONZE    |           |           |
| 2019      | 3rd       | WILD-C     | MAR        | FRA ITA    |           | ITA       | FRA       | BEL WILD-C  |           | ITA       | MAR       | THA BEL   |
| 2018      | 2nd       | THA        | CAM        | FRA THA    |           | THA       | MAD       | TUN FRA     |           | MAD       | CAM       | TUN FRA   |
| 2017      | 1st       | ITA        | BEN        | FRA 2 THA  |           | THA       | MAD       | FRA 1 FRA 2 |           | THA       | FRA 2     | FRA 1 ITA |